# 1. Damen-Basketball-Bundesliga 1994/95
Die 1. Damen-Basketball-Bundesliga 1994/95 war die 24. Spielzeit der höchsten deutschen Spielklasse im Basketball der Frauen. Deutscher Meister wurde der Titelverteidiger Barmer TV 1846 Wuppertal, der sich im Play-off-Finale gegen Wemex Berlin durchsetzen konnte und sich damit für den Europapokal der Landesmeister 1995/96 qualifizierte.

## Endstände

### Hauptrunde
Die Hauptrunde der Saison 1994/95 wurde zwischen September 1994 und Februar 1995 ausgetragen. Die acht besten Mannschaften qualifizierten sich für die anschließend stattfindenden Play-offs, die Mannschaften auf den Plätzen neun bis zwölf nahmen an einer Abstiegsrunde teil.
| Pl. | Verein                       | S  | N  | Körbe     | Punkte | Direkter Vergleich |
| --- | ---------------------------- | -- | -- | --------- | ------ | ------------------ |
| 1. | Barmer TV 1846 Wuppertal (M) | 22 | 0  | 2089:1371 | 44:00  |                    |
| 2. | Wemex Berlin                 | 20 | 2  | 1755:1308 | 40:40  |                    |
| 3. | SG Aschaffenburg-Mainhausen  | 16 | 6  | 1615:1456 | 32:12  |                    |
| 4. | TV Bensberg (N)              | 14 | 8  | 1715:1549 | 28:16  | 2:0 Siege          |
| 5. | VfL Blue Basket Bochum       | 14 | 8  | 1707:1509 | 28:16  | 0:2 Siege          |
| 6. | MTV Wolfenbüttel             | 12 | 10 | 1750:1627 | 24:20  |                    |
| 7. | Osnabrücker SC               | 11 | 11 | 1582:1501 | 22:22  |                    |
| 8. | DJK Don Bosco Bamberg        | 10 | 12 | 1565:1683 | 20:24  |                    |
| 9. | KuSG Leimen (N)              | 5  | 17 | 1251:1709 | 10:34  |                    |
| 10. | VfL 1860 Marburg             | 4  | 18 | 1456:1826 | 08:36  | 2:0 Siege          |
| 11. | TG Neuss (N)                 | 4  | 18 | 1369:1741 | 08:36  | 0:2 Siege          |
| 12. | TV 1872 Saarlouis (N)        | 0  | 22 | 1352:1929 | 00:44  |                    |
| Platzierungskriterien: 1. Punkte, 2. direkter Vergleich Legende: (M) amtierender Meister, (N) Neuaufsteiger |                              |    |    |           |        |                    |

### Play-offs
Im Finale besiegte der Barmer TV 1846 Wuppertal den Wemex Berlin im Best-of-Five mit 3:2 (79:66, 60:68, 85:72, 63:76, 82:70).

| Viertelfinale (Best-of-Three) | Viertelfinale (Best-of-Three) | Viertelfinale (Best-of-Three) |                          |                             | Halbfinale (Best-of-Five) | Halbfinale (Best-of-Five) | Halbfinale (Best-of-Five) |  |  | Finale (Best-of-Five) | Finale (Best-of-Five) | Finale (Best-of-Five) |
|                               |                               |                               |                          |                             |                           |                           |                           |  |  |                       |                       |                       |
| 1                             | Barmer TV 1846 Wuppertal      | 2                             |                          |                             |                           |                           |                           |  |  |                       |                       |                       |
| 8                             | DJK Don Bosco Bamberg         | 0                             |                          |                             |                           |                           |                           |  |  |                       |                       |                       |
| 8                             | DJK Don Bosco Bamberg         | 0                             | 1                        | Barmer TV 1846 Wuppertal    | 3                         |                           |                           |  |  |                       |                       |                       |
|                               |                               |                               | 1                        | Barmer TV 1846 Wuppertal    | 3                         |                           |                           |  |  |                       |                       |                       |
|                               | 4                             | TV Bensberg                   | 0                        |                             |                           |                           |                           |  |  |                       |                       |                       |
| 4                             | 4                             | TV Bensberg                   | 0                        | TV Bensberg                 | 2                         |                           |                           |  |  |                       |                       |                       |
| 4                             |                               |                               |                          | TV Bensberg                 | 2                         |                           |                           |  |  |                       |                       |                       |
| 5                             | VfL Blue Basket Bochum        |                               |                          |                             |                           |                           |                           |  |  |                       |                       |                       |
| 5                             | VfL Blue Basket Bochum        | 1                             | Barmer TV 1846 Wuppertal | 3                           |                           |                           |                           |  |  |                       |                       |                       |
|                               |                               |                               |                          | 3                           |                           |                           |                           |  |  |                       |                       |                       |
|                               | 2                             | Wemex Berlin                  | 2                        |                             |                           |                           |                           |  |  |                       |                       |                       |
| 2                             | 2                             | Wemex Berlin                  | 2                        | Wemex Berlin                | 2                         |                           |                           |  |  |                       |                       |                       |
| 2                             |                               |                               |                          | Wemex Berlin                | 2                         |                           |                           |  |  |                       |                       |                       |
| 7                             | Osnabrücker SC                | 0                             |                          |                             |                           |                           |                           |  |  |                       |                       |                       |
| 7                             | Osnabrücker SC                | 0                             | 2                        | Wemex Berlin                | 3                         |                           |                           |  |  |                       |                       |                       |
|                               |                               |                               | 2                        | Wemex Berlin                | 3                         |                           |                           |  |  |                       |                       |                       |
|                               | 3                             | SG Aschaffenburg-Mainhausen   | 2                        |                             |                           |                           |                           |  |  |                       |                       |                       |
| 3                             | 3                             | SG Aschaffenburg-Mainhausen   | 2                        | SG Aschaffenburg-Mainhausen | 2                         |                           |                           |  |  |                       |                       |                       |
| 3                             |                               |                               |                          | SG Aschaffenburg-Mainhausen | 2                         |                           |                           |  |  |                       |                       |                       |
| 6                             | MTV Wolfenbüttel              | 0                             |                          |                             |                           |                           |                           |  |  |                       |                       |                       |

### Abstiegsrunde
Die Ergebnisse aus der Hauptrunde wurden übernommen, die Mannschaften auf den Plätzen 11 und 12 mussten nach Saisonende aus der 1. Damen-Basketball-Bundesliga absteigen.
| Pl. | Verein            | S | N  | Körbe     | Punkte | Direkter Vergleich  |
| --- | ----------------- | - | -- | --------- | ------ | ------------------- |
| 9.  | VfL 1860 Marburg  | 9 | 19 | 1915:2212 | 18:38  |                     |
| 10. | TG Neuss          | 7 | 21 | 1796:2172 | 14:42  | 2 Siege, 274 Punkte |
| 11. | KuSG Leimen       | 7 | 21 | 1600:2080 | 14:42  | 2 Siege, 241 Punkte |
| 12. | TV 1872 Saarlouis | 2 | 26 | 1737:2361 | 04:52  |                     |

### Statistiken
Erfolgreichste Korbjägerinnen
| Pl. | Spielerin           | Verein                      | Sp. | Punkte | ⌀     |
| --- | ------------------- | --------------------------- | --- | ------ | ----- |
| 1. | Karen Hodgins       | MTV Wolfenbüttel            | 22  | 512    | 23,27 |
| 2. | Yolanda Griffith    | SG Aschaffenburg-Mainhausen | 22  | 483    | 21,95 |
| 3. | Heike Roth          | TV Bensberg                 | 22  | 476    | 21,64 |
| 4. | Kristy Ryan         | VfL 1860 Marburg            | 21  | 419    | 19,95 |
| 5. | Janet Fowler-Michel | DJK Don Bosco Bamberg       | 22  | 410    | 18,64 |
| 6. | Sandy Brondello     | Barmer TV 1846 Wuppertal    | 21  | 390    | 18,57 |
| 7. | Petra Kremer        | Barmer TV 1846 Wuppertal    | 22  | 403    | 18,32 |
| 8. | Zsuzsanna Boksay    | Wemex Berlin                | 21  | 374    | 17,81 |
| 9. | Trisha Fallon       | Wemex Berlin                | 21  | 373    | 17,76 |
| 10. | Penny Moore         | VfL Blue Basket Bochum      | 14  | 239    | 17,07 |
| Stand: nach Ende der Hauptrunde; Berücksichtigung finden alle Spielerinnen mit mindestens 12 Einsätzen |                     |                             |     |        |       |

Führende der Spielerinnen-Statistiken
| Kategorie             | Spiel                                                            | Spiel | Saison                                         | Saison |
| --------------------- | ---------------------------------------------------------------- | ----- | ---------------------------------------------- | ------ |
| Punkte                | Karen Hodgins (MTV Wolfenbüttel)                                 | 46    | Karen Hodgins (MTV Wolfenbüttel)               | 512    |
| Dreier                | Cori Blakebrough (SG Aschaffenburg-Mainhausen, MTV Wolfenbüttel) | 7     | Irina Minch (VfL Blue Basket Bochum)           | 42     |
| Rebounds              | Yolanda Griffith (SG Aschaffenburg-Mainhausen)                   | 28    | Yolanda Griffith (SG Aschaffenburg-Mainhausen) | 411    |
| Assists               | Sylwia Czerniak (VfL Blue Basket Bochum)                         | 15    | Sylwia Czerniak (VfL Blue Basket Bochum)       | 94     |
| Steals                | Nicole Levesque (VfL 1860 Marburg)                               | 13    | Yolanda Griffith (SG Aschaffenburg-Mainhausen) | 105    |
| Verwandelte Freiwürfe | Sandra Brondello (Barmer TV 1846 Wuppertal)                      | 13    | Kristy Ryan (VfL 1860 Marburg)                 | 145    |